# Controprogetto
Per controprogetto (in tedesco: Gegenentwurf o Gegenvorschlag, in francese: contre-projet) in ambito di diritto pubblico svizzero si intende la proposta di un parlamento (a livello federale, cantonale, o comunale) mirato ad offrire un'alternativa alla proposta di legge formulata da un'iniziativa popolare.

## Controprogetto federale

### Controprogetto diretto
Ai sensi dell'articolo 139 della costituzione federale svizzera il Parlamento può prendere posizione nei riguardi di un'iniziativa popolare di modifica parziale della costituzione sotto forma di testo già elaborato raccomandando all'elettorato l'approvazione o il rifiuto della proposta. Allo stesso tempo può contrapporre all'iniziativa un proprio disegno di revisione costituzionale, il cosiddetto controprogetto. Si parla di controprogetto diretto in quanto l'elettorato è chiamato ad esprimere il proprio voto simultaneamente sia sulla proposta dell'iniziativa popolare che sul controprogetto. Gli elettori possono votare a favore di entrambe le proposte e possono specificare a quale proposta dare la priorità (in caso entrambe vengano approvate) per mezzo della domanda di spareggio. Nel caso in cui nella domanda di spareggio una proposta ottiene la maggioranza dei voti popolari, mentre l'altra ottiene la maggioranza dei voti tra cantoni, allora entra in vigore quella proposta che, sommando la percentuale di voti popolari a quella dei voti tra cantoni, gode della somma più alta. 
Il controprogetto diretto deve contenere una proposta sulla stessa materia costituzionale dell'iniziativa popolare. Se così non fosse, la votazione popolare simultanea sarebbe in violazione della garanzia dei diritti politici a tutela della libera formazione della volontà e dell’espressione fedele del voto degli elettori.
L'elaborazione di un controprogetto comporta un allungamento delle scadenze a cui sono sottoposti il Consiglio federale e il Parlamento nel raggiungimento della loro raccomandazione di voto. Il Consiglio federale deve sottoporre al parere del Parlamento la propria bozza di legge entro diciotto mesi, invece che dodici. Il Parlamento può estendere il proprio periodo di lavoro, che inizia a decorrere dall'inoltro dell'iniziativa popolare, di trenta mesi, non appena il Consiglio nazionale o il Consiglio degli stati si sono pronunciati sulla controproposta.

### Controprogetto indiretto
Il Parlamento può contrapporre all'iniziativa popolare anche un controprogetto indiretto, invece che uno diretto. L'articolo 97 della legge federale sull'Assemblea definisce questa tipologia di controprogetto come un "disegno di atto legislativo strettamente connesso all'iniziativa popolare". Solitamente si tratta di una proposta di legge federale ordinaria. Si parla di controprogetto indiretto perché non è previsto il voto simultaneo sul testo di modifica costituzionale dell'iniziativa popolare e sulla bozza di legge proposta dal Parlamento. Ciò non è permesso dal fatto che il processo di revisione costituzionale è sottoposto al referendum obbligatorio, che necessita dell'approvazione della maggioranza degli elettori e dei Cantoni, mentre una legge federale ordinaria può essere subordinata solo al referendum facoltativo che, nel caso fosse implementato, richiederebbe solo la maggioranza dei voti popolari e non anche la maggioranza dei Cantoni. 
Da un punto di vista legale un controprogetto indiretto sussiste se:
- è soddisfatto almeno uno dei due requisiti per il prolungamento della scadenza per la procedura di iniziativa popolare (vedi sopra sotto "Controprogetto diretto"), oppure
- una legge federale approvata da entrambe le camere consente al comitato di ritirare l'iniziativa condizionatamente, ovvero a patto che non sia stato proposto alcun referendum contro la legge stessa e che la legge venga approvata nel referendum[6][7].

Il testo di legge del controprogetto indiretto può contenere condizioni non riconciliabili con il testo costituzionale previsto dall'iniziativa. Per questo motivo spesso viene stipulato nel controprogetto indiretto che esso entrerà in vigore solo se l'iniziativa viene ritirata o rifiutata in sede di voto.

### Funzione politica del controprogetto
Nonostante il fatto che le iniziative popolari vengono approvate solo di rado dall'elettorato svizzero (appena 23 iniziative su un totale di 347 sono state approvate dal 1891 all'Agosto 2021), molto spesso riscuotono un successo indiretto grazie all'approvazione di controprogetti più o meno ambiziosi. Nel periodo che va dal 1891 fino a fine 2013, il Parlamento ha proposto controprogetti a 40 iniziative. In 27 casi ciò ha comportato il ritiro dell'iniziativa. In sede di voto popolare sono approvati 22 controprogetti diretti e ne sono stati respinti 15. Nel 30% delle iniziative il Parlamento ha contrapposto un controprogetto indiretto. 38 iniziative popolari sono state ritirate a favore di questi controprogetti indiretti.
Il controprogetto è un elemento importante per la capacità di reazione delle autorità politiche, varrebbe a dire per la prontezza con la quale le autorità rispondono agli interessi dei cittadini. È in questo che si manifesta l'effetto consociativo della democrazia diretta. Una maggioranza parlamentare può utilizzare lo strumento della controproposta per segnalare che giudica l'iniziativa popolare come eccessiva o legalmente insoddisfacente, ma riconoscendone per lo meno parzialmente i meriti.

## Controprogetto cantonale
25 delle 26 costituzioni cantonali danno il diritto ai parlamenti cantonali di contrapporre un controprogetto alle iniziative popolari. Nel Canton Glarona è disciplinato nella sua legge sui diritti politici. A differenza della federazione, tutti i Cantoni prevedono iniziative popolari anche per le leggi ordinarie e prevedono pertanto anche il controprogetto diretto a livello di legge ordinaria, nel qual caso non cessa di essere necessario l'istituzione del controprogetto indiretto. Nel Canton Glarona e nel Canton Appenzello Interno il potere legislativo è esercitato da una Landsgemeinde, che non prevede iniziative popolari, bensì esclusivamente il diritto di iniziativa dato a ciascun singolo elettore. Il parlamento cantonale può comunque opporre un controprogetto ad ogni iniziativa di questo genere.